# クリスティアーノ・サレルノ
クリスティアーノ・サレルノ（Cristiano Salerno、1985年2月18日 - ）は、イタリア、インペリア県出身の自転車競技（ロードレース）選手。

## 来歴
2010年
- ツアー・オブ・ジャパン
  - 総合優勝
  - 区間2勝(第2、5)
- ジャパンカップサイクルロードレース 20位

2011年
- ジャパンカップサイクルロードレース 9位

2013年
- カタルーニャ一周 山岳賞